# Masayuki Suzuki taste of martini tour 2012 〜Martini Discovery〜
『Masayuki Suzuki taste of martini tour 2012 〜Martini Discovery〜』（マサユキ スズキ テイスト オブ マティーニ ツアー 2012 マティーニ ディスカバリー）は、2012年11月28日に発売された鈴木雅之のライブ・ビデオ。

## 解説
ソロデビュー25周年を記念したシングルBOX『Martini Box』と、2011年レコード大賞優秀アルバム賞受賞作『DISCOVER JAPAN』リリース後初となるライヴツアーの映像化。2012年5月11日に大宮ソニックシティで行われた公演の模様を収録。「ラブソングを歌い続けて四半世紀プラスワン!」をキーワードに、ソロデビュー26年目を迎えた鈴木雅之による、王道中の王道にして現在進行型の新旧ヒットパレード。「SPY」、「愛燦燦」などのカバーに加え、ラッツ&スター時代の代表曲「夢で逢えたら」、鈴木雅之の代名詞ともいえる「恋人」、「ガラス越しに消えた夏」、「もう涙はいらない」等、ヴォーカリスト・鈴木雅之の魅力を余すところなく収めたライブDVD。

## 収録曲
| #   | タイトル                                          | 作詞 | 作曲・編曲 |
| --- | ------------------------------------------------- | ---- | ---------- |
| 1.  | 「Opening〜SPY」                                  |      |            |
| 2.  | 「きみがきみであるために」                        |      |            |
| 3.  | 「Guilty」                                        |      |            |
| 4.  | 「別れの街」                                      |      |            |
| 5.  | 「さよならいとしのBaby Blues」                    |      |            |
| 6.  | 「愛燦燦」                                        |      |            |
| 7.  | 「路（交差点）」                                  |      |            |
| 8.  | 「Endless Love」                                  |      |            |
| 9.  | 「ロンリー・チャップリン」                        |      |            |
| 10. | 「そばにいて」                                    |      |            |
| 11. | 「おやすみロージー 〜Angel Babyへのオマージュ〜」 |      |            |
| 12. | 「違う、そうじゃない」                            |      |            |
| 13. | 「ヘイヘイブギ」                                  |      |            |
| 14. | 「夢の中で会えるでしょう」                        |      |            |
| 15. | 「夢で逢えたら」                                  |      |            |
| 16. | 「ガラス越しに消えた夏」                          |      |            |
| 17. | 「恋人」                                          |      |            |
| 18. | 「DRY・DRY」(アンコール)                          |      |            |
| 19. | 「もう涙はいらない」(アンコール)                  |      |            |
| 20. | 「THE CODE 〜暗号〜」(アンコール)                 |      |            |
| 21. | 「愛し君へ〜Liberty」(アンコール)                 |      |            |
| 22. | 「熱き心に」(アンコール)                          |      |            |
| 23. | 「ラヴ・イズ・オーヴァー」(アンコール)            |      |            |
| 24. | 「L-O-V-E」(アンコール)                           |      |            |
| 25. | 「恋人」(アンコール)                              |      |            |